# Kipyegon Bett
Kipyegon Bett (* 1. Februar 1998; † 6. Oktober 2024) war ein kenianischer Leichtathlet, der sich auf den 800-Meter-Lauf spezialisiert hatte.

## Sportliche Laufbahn
Erste internationale Erfahrungen sammelte Kipyegon Bett bei den Jugendafrikameisterschaften auf Mauritius, bei denen er in 1:51,67 min die Goldmedaille gewann. Bei den Jugendweltmeisterschaften im kolumbianischen Cali gewann er die Silbermedaille über 800 Meter in 1:47,14 min. Zudem gewann er bei den Commonwealth Youth Games in Apia in 1:46,15 min ebenfalls die Silbermedaille. Ein Jahr später wurde er bei den U20-Weltmeisterschaften in Bydgoszcz Weltmeister mit einer Zeit von 1:44,95 min.
2017 belegte er mit der kenianischen 4-mal-800-Meter-Staffel den zweiten Platz bei den World Relays auf den Bahamas. Während der Freiluftsaison qualifizierte er sich für eine Teilnahme an den Weltmeisterschaften in London. Dort sicherte sich Bett am 8. August 2017 in 1:45,21 min im Finale die Bronzemedaille.

## Doping
2018 wurde Bett positiv auf Epo getestet. Außerdem verpasste er eine Dopingkontrolle und wurde deswegen provisorisch gesperrt. Im November veranschlagte die Athletics Integrity Unit (AIU) des Weltleichtathletikverbandes (IAAF) eine vierjährige Doping-Sperre vom 15. August 2018 bis zum 14. August 2022. Seine Resultate wurden ab dem 24. Februar 2018 rückwirkend annulliert, darunter alle Starts bei den Diamond-League-Meetings.

## Familie und Tod
Kipyegon Bett war der Bruder der Hindernisläuferin Purity Kirui. Er starb im Oktober 2024 nach kurzer Krankheit im Alter von 26 Jahren.

## Bestleistungen
- 800 Meter: 1:43,76 min, 3. September 2016 in Berlin